# 基辅斯凯 (扎波罗热州)
47°57′30″N 35°59′39″E / 47.95833°N 35.99417°E
基輔斯凱（烏克蘭語：Київське）是位於烏克蘭東南部的村莊，由扎波羅熱州扎波羅熱区的新米科拉伊夫卡市鎮負責管轄。該村始建於1921年，面積3.62平方公里，海拔高度122米，2001年人口174，人口密度每平方公里48.1人。